# ВК Нови Београд
Ватерполо клуб Нови Београд основан је 2015. године у оквиру Клуба пливачких спортова Нови Београд и поред кога су такође основани Пливачки клуб и Женски ватерполо клуб. Један од оснивача клуба био је прослављени ватерполиста Александар Шапић, а први шеф струке и тренер првог тима био је такође славни ватерполо репрезентативац СФРЈ, Горан Рађеновић. У оквиру клуба постоји рекреативно и професионално бављење пливањем као и мушким и женским ватерполом.

## Такмичарске сезоне

### Сезона 2015/2016 - Прва Б лига
Већ прве сезоне је окупљена екипа састављена од младих играча од око 17-18 година старости, коју је предводио прослављени ватерполо репрезентативац Горан Рађеновић. У јединственој Првој Б лиги, коју је у сезони 2015/2016 чинило 9 клубова, укључујући и гостујућу екипу Бања Луке, Нови Београд је заузео солидно 6. место. Остаће забележено да су ватерполисти Новог Београда у првој утакмици победили Бања Луку са 15:12, а у другој на гостовању екипи Валиса у Ваљеву, такође забележили победу од 14:18. На крају сезоне су на 16 одиграних утакмица забележили 5 победа и 11 пораза.

### Сезона 2016/2017 - Прва Б лига
У сезони 2016/2017, Прва Б лига је била подељена у две групе, а Нови Београд се налазио у групи Југ, са Радничким из Крагујевца, Расином из Крушевца, Гочом из Врњачке Бање, Сингидунумом и Дорћолом из Београда. У овој групи, али и целој лиги доминирао је Раднички, који је на крају остварио све победе. Нови Београд се борио за другу позицију, која је водила на завршни турнир Прве Б лиге. Након првог дела сезоне, Раднички је водио са 15 освојених бодова, док су Нови Београд и Дорћол освојили по 10. Други део сезоне у врло изједначеној конкуренцији донео је пуно преокрета.
У првом колу другог дела, Нови Београд је одиграо нерешено против Расине у Крушевцу, затим је у другом колу пропуштена велика прилика да се победи Раднички, што би готово извесно обезбедило друго место. Онда је уследио још један пораз, овог пута од Сингидунума, али и победа у гостима против Дорћола.
Пред последње коло Нови Београд је био на другом месту са 14 бодова, Дорћол је имао 13, Сингидунум 12. Нови Београд је играо против последњепласираног Гоча на свом базену, који до тада није имао ни један бод. Међутим, Нови Београд је одиграо само нерешено, а Сингидунум је победио Дорћол и због бољег скора, Сингидунум је заузео 2. место и пласирао се на завршни турнир.

### Сезона 2017/2018 - Прва Б лига
Сезона 2017/2018 играна је по истом систему, односно две групе по 6 екипа и завршни турнир са две првопласиране екипе из сваке групе. Нови Београд је поново био у групи Југ, са Сингидунумом, Дорћолом, Расином, ТЕНТ-ом и Бања Луком. Била је ово најлошија сезона у историји клуба, током које се екипа мучила. На крају је заузела последње место у својој групи са свега 2 победе и једном нерешеном утакмицом. Пошто је екипа Бања Луке кажњена због непојављивања на утакмици последњег кола са Расином, Нови Београд је заузео претпоследње место и избегао евентуално испадање у нижи ранг.

### Сезона 2018/2019 - Прва Б лига
Сезона 2018/2019 играна је поново као јединствена лига од 9 клубова и тада почиње постепени успон клуба. У првом делу играло се по једнокружном бод систему, док су у другом делу сезоне екипе према пласману биле подељене у групу за пласман од 1-5. места и од 6-9. места. У дугу фазу су се преносили бодови из првог дела, али само из утакмица са ривалима који су били у истој групи. У борбама за пласман поново се играо једнокружни бод систем, са обрнутим домаћинствима у односу на први део.
Нови Београд је у ову сезону ушао са амбицијама да се коначно избори пласман у Прву А лигу. Пред почетак сезоне склопљен је споразум са Партизаном, по коме су из овог клуба послати млади играчи рођени 2002. године који би се калили у Новом Београду. Промењено је и име клуба у Партизан Нови Београд. У првих пет кола и четири одигране утакмице, остварене су три победе и реми против Дорћола, а онда је у 6. колу дошао Спартак, један од главних фаворита за прво место. Веома слаба игра младог тима резултирала је поразом од 18:10, али је значила и прекретницу за даљи ток сезоне. Екипу после ове утакмице преузима Александар Шапић као први тренер. До краја првог дела остварене су три победе, а заостатак за Спартаком је износио 3 бода.
У полусезони долази до раскида уговора са Партизаном јер нису испоштоване све ставке уговора, а клуб поново мења име у Нови Београд 11. април. Из иностранства долази Никола Николов на позицији центра. Већ у другом колу наставка сезоне, Нови Београд одлази на гостовање Спартаку, без Николова и практично иста екипа која је у првом делу убедљиво поражена, успева да победи Спартак у Суботици са 9:8. До краја међутим није било киксева ни једне екипе и Спартак завршава као победник Прве Б лиге због бољег међусобног скора.
Нови Београд у баражу побеђује Дунав из Новог Сада у оба меча и на тај начин обезбеђује пласман у Прву А лигу.

### Сезона 2019/2020 - Прва А лига
Током лета се наставља са јачањем тима, али и стручног штаба. Из иностранства клуб доводи репрезентативног голмана Димитрија Ристичевића, а такође долазе искусни Ђорђе Филиповић из Земуна, Никола Бурсаћ, Петар Томић, Марко Манојловић, Матеја Асановић, Аустралијанац Чарлс Негус. Велико изненађење за домаћу ватерполо јавност представљало је промовисање Владимира Вујасиновића за првог тренера.
У првом делу сезоне 2019/2020] екипа је остварила свих 7 победа, а једини неизвестан меч је био против екипе Старог Града у 7. колу, коју је Нови Београд добио са 9:8. У осмини финала купа, побеђен је Земун у неизвесној утакмици са 7:6, али није изборен пласман на Ф4 Купа Србије, јер је у четвртфиналу бољи био Партизан на Бањици.
У другом делу сезоне екипа је наставила са победама и заузела прво место са свих 14 победа. По пропозицијама, екипа је у наставку требало да игра Суперлигу од 7-10. места, чији победник би изборио пласман у II јадранску лигу у наредној сезони, али је сезона прекинута због избијања пандемије ковида 19.

### Сезона 2020/2021 - Суперлига
Због неизвесности око развоја ситуације са пандемијом, одлучено је да се Јадранска лига у сезони 2020/2021 не игра или ако услови дозволе да се игра у форми турнира. Ово је значило да ће се после дуже времена, у сезони 2020/2021 играти јединствена Суперлига Србије у којој се нашао и Нови Београд, а лигу је чинило укупно 10 клубова.
Пред почетак нове сезоне екипа је појачана звучним именима, од којих су најпознатија Милош Ћук и Драшко Гогов. Осим њих дошли су и  Марко Аврамовић, Александар Радановић, Никола Радуловић, Мартиновић Василије, голман Матија Влаховић, Петар Митровић, а нешто касније су дошли Алекса Петровски и Грузијац Ника Шушиашвили. Екипу су напустили само Марко Манојловић и Чарлс Негус. Са највећим бројем тренутних и бивших репрезентативаца, Нови Београд је пред почетак сезоне важио за једног од највећих фаворита за домаће трофеје поред Шапца, Радничког и Црвене звезде.
Осим домаћих такмичења, клуб је добио прилику да заигра и у Евро Купу, после одустајања Партизана.
Почетком сезоне стручном штабу се прикључио и Александар Ћирић, док је за спортског директора у новембру промовисан Александар Шоштар, чиме је клуб наставио да поред играчког кадра појачава струку, али и организацију.
У првом делу Суперлиге Нови Београд је заузео прво место, освојивши незваничну титулу јесењег првака, са 8 победа и једном нерешеном утакмицом, освојивши два бода више од другопласираног Радничког. У три кључне утакмице, Нови Београд је победио Раднички на свом базену у ИИ колу, одиграо на гостовању код Црвене звезде нерешено и победио Шабац у последњем колу на гостовању.
У квалификацијама за Евро Куп, Нови Београд је био домаћин групе Х, у којој су још играли Орадеа из Румуније и Синтез Казан из Русије. Забележена је победа против Орадее и минималан пораз у неизвесној утакмици против Синтеза, али је изборен пласман у осмину финала. Као ривал у осмини финала извучен је грчки Воулиагмени.
Главни циљ првог дела сезоне свакако је представљао пласман на финални турнир Купа Србије и покушај да се освоји први трофеј у историји клуба. После лагане победе против Валиса у осмини финала, жреб је хтео да се у четвртфиналу састану Нови Београд и Шабац, а Нови Београд је изборио победу и пласман на Ф4. Поново је жреб био немилосрдан и у полуфиналу су се састали Нови Београд и Раднички, док су други пар чинили Партизан и Црвена звезда. Нови Београд је одлично отворио утакмицу, добио прву четвртину са 4:1, примивши гол у последњој секунди. У наставку међутим, Раднички је добио II четвртину са огромних 8:2 и до краја сачувао предност.
Током зимског прелазног рока Нови Београд се неочекивано појачао из редова Шапца, доласком леворуког Филипа Гардашевића, једног од најбољих стрелаца дотадашњег дела првенства. Међутим, други део сезоне је показао је потребно још времена да екипа сазри.
Календар такмичења је хтео да прва утакмица клуба у другом делу сезоне буде дуел осмине-финала Евро купа, против грчког Вуљагменија. Прва утакмица одри грана у Београду, завршена је нерешеним резултатом 7:7, после вођства Грка током већег дела утакмице, и чак три гола предности у последњој четвртини. Недељу дана касније у Атини, Грци су победили са 8:7, мада је Нови Београд водио два пута у последњем периоду. На крају је један гол одлучио о пласману даље.
Ствари нису функционисале ни у Првенству Србије. У другом делу је клуб претрпео три пораза. Већ на почетку од Радничког у Крагујеву, средином другог дела потпуно изненађујуће од Војводине у Новом Саду, а у последњем колу у мечу који није одлучивао о пласману од Шапца у Београду. Пре тога је побеђена Црвена звезда па је друго место пред доигравање било обезбеђено.
Ипак, екипа се подигла у доигравању и у четврт-финалу је савладан лако и очекивано Земун, а у полу-финалу Црвена звезда са 2:0 у победама. Следило је велико финале са Радничким. У првој утакмици у Крагујевцу Нови Београд је био бољи и чини се тада пропустио прилику за освајање титуле. Водио тим Владимира Вујасиновића током скоро читавог тока меча, а у последњој четвртини са 7:5. Међутим, утакмица је завршена нерешено, а победника су одлучили петерци у којима су Крагујевчани били бољи и повели са 1:0.
У другој утакмици Нови Београд је сигурном игром дошао до изједначења у серији, обезбедивши мајсторицу у Крагујевцу. У трећој утакмици се водила равноправна борба до пред крај треће четвртине када се Раднички одлепио на два гола разлике, а затим додатно увећао вођство на почеку четвртог периода, забележивши сигурну победу за прву титулу у историји клуба, после неколико изгубљених финала.
Крајем марта је објављено да је Хановер одустао од организације завршног турнира ЛЕН Лиге шампиона и да је организацију преузео ВК Нови Београд и Град Београд, уједно добивши организацију завршног турнира и за сезоне 2022. и 2023. Самим добијањем организације, клубу је загарантовано учешће на та два завршна турнира, али ништа није препуштено случају. По завршетку Ф8 2021, клуб је саопштио да су за сезону 2021/2022 потписани уговори са бројним појачањима, Душаном Мандићем, браћом Пијетловић Душком и Гојком, браћом Рашовић Страхињом и Виктором, Николом Јакшићем, Ђорђем Вучинићем, Радомиром Драшовићем и грчким репрезентативцем Angelosom Vlachopoulosom. Сва ова појачања су обећавала не само учешће на завршном турниру, већ и борбу за сам пехар.

#### Табела Суперлиге 2020/2021
| Поз | Клуб              | Оди | Поб | Нер | Изг | ДГ  | ПГ  | +/-  | Бод |
| --- | ----------------- | --- | --- | --- | --- | --- | --- | ---- | --- |
| 1   | КВК Раднички      | 18  | 17  | 0   | 1   | 268 | 142 | +126 | 51  |
| 2   | ВК Нови Београд   | 18  | 14  | 1   | 3   | 244 | 122 | +122 | 43  |
| 3   | БВК Црвена звезда | 18  | 13  | 2   | 3   | 219 | 150 | +69  | 41  |
| 4   | ВК Шабац          | 18  | 13  | 1   | 4   | 257 | 144 | +113 | 40  |
| 5   | ВК Војводина      | 18  | 10  | 0   | 8   | 166 | 168 | -2   | 30  |
| 6   | ВК Партизан       | 18  | 9   | 0   | 9   | 204 | 189 | +22  | 27  |
| 7   | ВК Земун          | 18  | 5   | 1   | 12  | 161 | 213 | -52  | 16  |
| 8   | ВК Наис           | 18  | 3   | 2   | 13  | 132 | 213 | -81  | 11  |
| 9   | ВК Стари Град     | 18  | 1   | 2   | 15  | 143 | 283 | -140 | 5   |
| 10  | ВК Бањица         | 18  | 0   | 1   | 17  | 110 | 287 | -140 | 1   |

Оди = Одиграни мечеви; Поб = Побеђени мечеви; Нер = Нерешени мечеви; Пор = Изгубљени мечеви; ДГ = Дати голови; ПГ = Примљени голови; +/- = Гол-разлика; Бод = Бодови

#### Доигравање Супер лиге 2020/2021
Четвртфинале:
| ВК Земун | 2–14 | ВК Нови Београд |
| -------- | ---- | --------------- |
|          |      |                 |

| ВК Нови Београд | 20–6 | ВК Земун |
| --------------- | ---- | -------- |
|                 |      |          |

У четвртфиналу доигравања игране су две утакмице по куп систему.
Полуфинале:
| ВК Нови Београд | 12–6 (1:0) | БВК Црвена звезда |
| --------------- | ---------- | ----------------- |
|                 |            |                   |

| БВК Црвена звезда | 11–12 (0:2) | ВК Нови Београд |
| ----------------- | ----------- | --------------- |
|                   |             |                 |

У полуфиналу доигравања играло се на две победе.
Финале:
| КВК Раднички | 7–7 (1:0) | ВК Нови Београд |
| ------------ | --------- | --------------- |
|              |           |                 |
| Пенали       |           |                 |
|              | 4:3       |                 |

| ВК Нови Београд | 14–11 (1:1) | КВК Раднички |
| --------------- | ----------- | ------------ |
|                 |             |              |

| КВК Раднички | 13–9 (2:1) | ВК Нови Београд |
| ------------ | ---------- | --------------- |
|              |            |                 |

У финалу доигравања играло се на две победе.

#### Састав првог тима у сезони 2020/2021
| 1                                | Асановић Матија     |
| 2                                | Аврамовић Марко     |
| 3                                | Бурсаћ Никола       |
| 4                                | Бурсаћ Вукашин      |
| 5                                | Ћук Милош           |
| 6                                | Драшковић Матија    |
| 7                                | Филиповић Ђорђе     |
| 8                                | Гардашевић Филип    |
| 9                                | Гогов Драшко        |
| 10                               | Мартиновић Василије |
| 11                               | Митровић Петар      |
| 12                               | Николов Никола      |
| 13                               | Петровски Алекса    |
| 14                               | Радуловић Никола    |
| 15                               | Ристичевић Никола   |
| 16                               | Шушиашвили Ника     |
| 17                               | Томић Петар         |
| 18                               | Влаховић Матија     |
| 19                               | Жежељ Матија        |
| Тренер: Владимир Вујасиновић     |                     |
| Помоћни тренер: Александар Шапић |                     |
| Помоћни тренер: Александар Ћирић |                     |

### Сезона 2021/2022
Промоција I тима за сезону 2021/2022 као и млађих категорија клуба, одржана је 2.10.2021. године, али је стварање екипе започето много раније. На крају је играчки кадар био више него импресиван. Клуб је такође наставио да се појачава и организационо довођењем прослављених репрезентативаца Слободана Сора и Дениса Шефика. Јак тим значио је највеће амбиције, од чега нико у клубу није бежао, а клуб се у наступајућој сезони такмичио на четири фронта: Суперлига и Куп Србије, Регионална лига и Лига шампиона, где је клуб уједно и домаћин завршног турнира у наредне две године и амбицијама да се у те две године освоји трофеј.

#### Суперлига 2021/2022 - табела и резултати

##### Јесењи део сезоне
Као и претходне године, екипа Новог Београда је освојила незваничну титулу јесењег шампиона. Овог пута били су још убедљивији, остваривши свих 9 победа, уз просечно 21 постигнут гол по утакмици, при чему ни једној екипи нису дали мање од 18 голова.
Нови Београд је добио учешће у највишем рангу Регионалне ватерполо лиге, захваљујући квалитету екипе. Као и претходне сезоне, РВЛ се играла по турнирском систему. Предвиђено је било да свака екипе учествује на три турнира, где би се мешањем екипа остварило да се одигра једнокружни бод систем, а да четири првопласиране екипе учествују на завршном Ф4 турниру.
Нови Београд је био домаћин једне од две групе првог турнира, где је остварио свих 6 победа, укључујући победу против Југа 14:10.
Главни циљ јесењег дела сезоне, свакако је био Куп Србије уз жељу да се освоји први трофеј у историји клуба. После лаке победе над Валисом у четвртфиналу, уследио је финални турнир 27. и 28. децембра. У полуфиналу ривал је био Партизан, који је сигурно савладан са 8:5, али уз максимално залагање. У другом полуфиналном пару, Раднички је савладао Црвену звезду после драме 9:8.
Уследила је реприза финала првенства из претходне сезоне и полуфинала купа. Утакмица је чак и подсећала на то полуфинале из претходне сезоне. Нови Београд је кренуо силовито, повео са 3:0, прву четвртину добио 4:2, али од тог момента све се преокреће. Играчи Радничког су одличном одбраном свели игру Новог Београда на шутеве са дистанце, при чему је реализација играча више била такође веома слаба. У две четвртине играчи Новог Београда постигли су само два гола, а предност Радничког је износила 9:6. Уследила су два гола Страхиње Рашовића за смањење заостатка на 9:8, али у финишу Раднички са два гола решава утакмицу и осваја трофеј.
Слабу утеху је представљала чињеница да је за најбољег играча света у 2021. години, по избору познатог ватерполо сајта "TOTAL-WATERPOLO" изабран играч Новог Београда, Душан Мандић. У овом гласању је учествовало 50 стручњака, играча и новинара, уз око 8.000 љубитеља ватерпола широм света. Осим тога, у најбољој постави нашли су се још и Никола Јакшић, Ангелос Влахопулос и Душко Пијетловић.
| Поз | Клуб            | Оди | Поб | Нер | Изг | ДГ  | ПГ  | +/-  | Бод |  | РКГ   | НБГ  | ЦЗВ   | ШАБ   | ВОЈ   | ПАР   | ЗЕМ   | НАИ   | ПРО   | ВАЛ  |
| --- | --------------- | --- | --- | --- | --- | --- | --- | ---- | --- |  | ----- | ---- | ----- | ----- | ----- | ----- | ----- | ----- | ----- | ---- |
| 1   | ВК Нови Београд | 9   | 9   | 0   | 0   | 189 | 56  | +133 | 27  |  | 18:14 |      | 18:10 | 18:4  |       |       |       | 32:1  |       | 20:7 |
| 2   | ВК Партизан     | 9   | 8   | 0   | 1   | 132 | 84  | +48  | 24  |  | 13:11 | 6:20 |       | 15:10 |       |       |       | 19:4  |       | 17:5 |
| 3   | КВК Раднички    | 9   | 7   | 0   | 2   | 137 | 78  | +59  | 21  |  |       |      |       | 17:5  | 21:8  |       |       | 18:4  | 13:5  |      |
| 4   | БВК Ц. Звезда   | 9   | 6   | 0   | 3   | 115 | 88  | +27  | 18  |  | 8:10  |      |       |       | 11:9  | 10:11 | 17:7  |       | 14:11 |      |
| 5   | ВК Шабац        | 9   | 5   | 0   | 4   | 94  | 105 | -11  | 15  |  |       |      | 4:7   |       | 15:10 |       | 15:10 |       |       | 11:8 |
| 6   | ВК Војводина    | 9   | 3   | 1   | 5   | 107 | 123 | -16  | 10  |  |       | 6:18 |       |       |       | 8:16  |       | 21:12 | 16:7  |      |
| 7   | ВК Валис        | 9   | 3   | 1   | 5   | 92  | 116 | -24  | 10  |  | 9:13  |      | 12:20 |       | 11:11 |       | 13:9  |       | 10:9  |      |
| 8   | ВК Пролетер     | 9   | 1   | 1   | 7   | 72  | 129 | -57  | 4   |  |       | 5:22 |       | 9:10  |       | 10:20 |       | 7:5   |       |      |
| 9   | ВК Наис         | 9   | 1   | 0   | 8   | 59  | 160 | -101 | 3   |  |       |      | 6:18  | 11:20 |       |       | 10:8  |       |       | 6:17 |
| 10  | ВК Земун        | 9   | 0   | 1   | 8   | 72  | 140 | -68  | 1   |  | 8:20  | 3:23 |       |       | 12:18 | 6:15  |       |       | 9:9   |      |

Оди = Одиграни мечеви; Поб = Побеђени мечеви; Нер = Нерешени мечеви; Пор = Изгубљени мечеви; ДГ = Дати голови; ПГ = Примљени голови; +/- = Гол-разлика; Бод = Бодови

##### Пролећни део сезоне
Пре почетка другог дела Супер лиге, одиграни су други турнири Регионалне ватерполо лиге. Нови Београд је играо у Будви против Радничког од кога је поражен, 11:10, Приморца са којим је одиграно нерешено 11:11 и побеђен је Соларис 14:8. После овог турнира тренер Вујасиновић је поднео оставку, а на његово место је дошао Дејан Јововић.
У другом делу сезоне у Супер лиги Србије, екипе су подељене у две групе које су се бориле за пласман од 1. до 6. места и групу за опстанак од 7. до 10. места. Екипе су преносиле у други део само бодове и гол разлику из утакмица које су одиграле против екипа које су се нашле у истој групи у пролећном делу сезоне, а домаћини у другом делу су биле екипе, које су гостовале код истог ривала у јесењем делу првенства.
Нови Београд је убедљиво славио против Партизана и Војводине, а затим успео да победи и Раднички у Крагујевцу, после два узастопна пораза, да би онда неочекивано изгубио у резултатски неважном мечу од Црвене звезде у гостима. После ове утакмице појавиле су се гласине, које су потврђене након утакмица са Брешом у Лиги шампиона, тако да је 25.2.2022. за првог тренера постављен један од најбољих играча свих времена, Игор Милановић.
Уследила је победа против Шапца у последњем колу регуларног дела, после чега је Нови Београд заузео прво место, обезбедивши предност домаћег терена у доигравању.
У четвртфиналу које је играно по куп систему, убедљиво је савладан Пролетер, а затим је у полуфиналу са 2:0 у победама рутински елиминисан Шабац. Раднички је са друге стране у полуфиналу био бољи од Партизана такође са 2:0, тако да је у финалу следио дуел две најбоље екипе у последње две сезоне.
У првом мечу домаћин је био Нови Београд, а питање победника није било постављено ни једног тренутка. Новобеограђани су добили прву четвртину 7:4, а затим и другу са 3:1, до краја су додатно увећали предност за коначних 17:9 и вођство у серији. Реванш утакмица је била много неизвеснија, Раднички је у 3. четвртини водио са три гола разлике, али је од тог момента Нови Београд заиграо много боље и у финишу утакмице два пута водио. Последње вођство је било на мање од 4 секунде пре краја, али Раднички ипак успева да изједначи и одведе утакмицу у пенал серију. Ипак, играчи Новог Београда су били бољи извођачи и славили са 3:1, освојивши тако прву титулу првака Србије, месец дана после титуле у Јадранској лиги.
| Поз | Клуб            | Оди | Поб | Нер | Изг | ДГ  | ПГ  | +/- | Бод |  | НБГ   | ПАР   | РКГ  | ЦЗВ   | ШАБ  | ВОЈ   |
| --- | --------------- | --- | --- | --- | --- | --- | --- | --- | --- |  | ----- | ----- | ---- | ----- | ---- | ----- |
| 1   | ВК Нови Београд | 10  | 9   | 0   | 1   | 171 | 88  | +83 | 31  |  |       | 16:10 |      |       |      | 22:7  |
| 2   | ВК Партизан     | 10  | 7   | 0   | 3   | 133 | 120 | +13 | 21  |  |       |       |      | 12:10 |      | 20:8  |
| 3   | КВК Раднички    | 10  | 7   | 0   | 3   | 121 | 105 | +16 | 21  |  | 10:12 | 13:12 |      | 15:12 |      |       |
| 4   | БВК Ц. Звезда   | 10  | 5   | 0   | 5   | 114 | 108 | +6  | 15  |  | 14:13 |       |      |       | 13:6 |       |
| 5   | ВК Шабац        | 10  | 2   | 0   | 8   | 87  | 138 | -51 | 6   |  | 7:16  | 14:18 | 9:13 |       |      | 13:11 |
| 6   | ВК Војводина    | 10  | 0   | 0   | 10  | 85  | 167 | -82 | 0   |  |       |       | 8:12 | 10:19 |      |       |

Оди = Одиграни мечеви; Поб = Побеђени мечеви; Нер = Нерешени мечеви; Пор = Изгубљени мечеви; ДГ = Дати голови; ПГ = Примљени голови; +/- = Гол-разлика; Бод = Бодови

#### Доигравање Супер лиге 2021/2022
Четвртфинале:
| ВК Пролетер | 6:24 | ВК Нови Београд |
| ----------- | ---- | --------------- |
|             |      |                 |

| ВК Нови Београд | 20:4 | ВК Пролетер |
| --------------- | ---- | ----------- |
|                 |      |             |

У четвртфиналу доигравања игране су две утакмице по куп систему.
Полуфинале:
| ВК Нови Београд | 12:6 (1:0) | ВК Шабац |
| --------------- | ---------- | -------- |
|                 |            |          |

| ВК Нови Београд | 9:11 (0:2) | ВК Шабац |
| --------------- | ---------- | -------- |
|                 |            |          |

Утакмице у полуфиналној серији морају дати победника. У случају да је након регуларног дела нерешен резултат, приступа се извођењу петераца. Полуфинална серија игра се док једна од екипа не оствари две победе.
Финале:
| ВК Нови Београд | 17:9 (1:0) | КВК Раднички |
| --------------- | ---------- | ------------ |
|                 |            |              |

| КВК Раднички | 14:14 (0:2) | ВК Нови Београд |
| ------------ | ----------- | --------------- |
|              |             |                 |
| Пенали       |             |                 |
|              | 1:3         |                 |

Утакмице у финалној серији морају дати победника. У случају да је након регуларног дела нерешен резултат, приступа се извођењу петераца. Финална серија игра се док једна од екипа не оствари две победе.

#### ЛЕН Лига шампиона 2021/2022 - Табела Групе А и резултати
У дебитантској утакмици у ЛЕН лиги шампиона, коју је ВК Нови Београд одиграо 26.10.2021. на свом базену против Радничког из Крагујевац, забележена је прва победа резултатом 16:10 и исписана прва страница у историји клуба, која се односи на најјаче клупско такмичење.
У 2. колу Нови Београд је дочекао Олимпијакос у једном од дербија групне фазе. Током прве три четвртине, домаћи тим је имао превише празног хода у фази напада, а посебно током трећег периода који су изгубили са 0:4. Чак ни серија од 4:0 
у последњој четвртини и смањење заостатка на 9:10, нису помогли да се избегне пораз. Олимпијакос је са два гола у завршници однео победу од 9:12. Са првог гостовања, донета су сва три бода, победом над Јадраном из Сплита од 12:17.
Четврто коло је донело гостовање финалисти из претходне сезоне, екипи Ференцвароша, само два дана након турнира Јадранске лиге на коме је одиграно 6 утакмица у 5 дана. После велике борбе домаћа екипа је однела победу минималном разликом 11:10.
Још једна драматична утакмица виђена је у 5. колу, када је Нови Београд био домаћин шампиону Италије из претходне сезоне, екипи Бреше и одиграо 11:11. Овог пута екипа је била много одморнија и само је мало среће фалило да се оствари победа. Голом на 1.19 пре краја, Нови Београд је повео са 11:9, али су гости смањили на минут пре краја уз доста среће, да би са играчем више 5 секунди пре краја стигли до изједначења.
Уследила је сигурна победа у гостима против Динама (8:17), а затим и реми (11:11) са Барселонетом у Барселони, иако је Нови Београд имао три гола заостатка у последњој четвртини. Са истим противником је започет други део лигашког дела, али је Нови Београд дочекао Барселонету са новим тренером Дејаном Јововићем, и славио са 11:9.
Уследила је још једна сигурна победа против Динама, овог пута у Београду, након које је захваљујући поразима ривала Нови Београд преузео другу позицију на табели, пред меч са Брешом у Италији. У овом веома битном мечу како за борбу за прво место, тако и за коначан пласман, Нови Београд је славио са 16:13. Играло се изједначено током прве три четвртине али је екипа Дејана Јововића добила последњи период са 5:2, наневши тако први пораз Бреши.
После више од месец дана паузе, Нови Београд је у 11. колу по други пут у сезони поражен од Ференцвароша са 11:14. У последња три кола групне фазе водила се велика борба за пласман на Ф8, али и за позиције на табели. Нови Београд је прво савладао Јадран са 14:7, затим у последњој секунди изборио реми у Атини против Олимпијакоса, да би у последњем колу био бољи од Радничког у Крагујевцу. Екипа је обезбедила трећу позицију и жељени распоред у оквиру костура завршног турнира, који је значио меч са другопласираном екипом групе Б, Марсејом у четвртфиналу.
| Поз | Клуб           | Оди | Поб | Нер | Изг | ДГ  | ПГ  | +/- | Бод | Пласман | ФТЦ   | БАР   | ОЛИ   | ДТБ   | НБГ   | РКГ   | БРЕ   | ЈАД   |
| --- | -------------- | --- | --- | --- | --- | --- | --- | --- | --- | ------- | ----- | ----- | ----- | ----- | ----- | ----- | ----- | ----- |
| 1   | Бреша          | 14  | 9   | 3   | 2   | 162 | 133 | +29 | 30  | ф8      | 8:8   | 14:12 | 8:7   | 16:8  | 13:16 | 12:8  |       | 6:5   |
| 2   | Ференцварош    | 14  | 8   | 4   | 2   | 154 | 138 | +16 | 28  | ф8      |       | 7:17  | 9:9   | 16:10 | 11:10 | 13:12 | 8:6   | 14:8  |
| 3   | Нови Београд ° | 14  | 8   | 3   | 3   | 189 | 149 | +40 | 27  | ф8      | 11:14 | 11:9  | 9:12  | 19:7  |       | 16:10 | 11:11 | 14:7  |
| 4   | Барселонета    | 14  | 8   | 3   | 3   | 173 | 121 | +52 | 27  | ф8      | 12:12 |       | 9:5   | 18:4  | 12:12 | 13:15 | 12:12 | 11:6  |
| 5   | Олимпијакос    | 14  | 6   | 2   | 6   | 146 | 131 | +15 | 20  |         | 8:10  | 8:4   |       | 20:9  | 12:12 | 11:7  | 5:8   | 12:10 |
| 6   | Раднички КГ    | 14  | 4   | 1   | 9   | 139 | 158 | -19 | 13  |         | 11:11 | 3:9   | 12:10 | 14:7  | 11:13 |       | 8:14  | 13:10 |
| 7   | Јадран Сплит   | 14  | 3   | 0   | 11  | 141 | 171 | -30 | 9   |         | 9:7   | 13:15 | 12:16 | 15:13 | 12:17 | 9:8   | 14:15 |       |
| 8   | Динамо Тбилиси | 14  | 2   | 0   | 12  | 130 | 229 | -99 | 6   |         | 7:14  | 7:20  | 14:13 |       | 8:17  | 13:17 | 11:19 | 12:11 |

° - Нови Београд као организатор финалног турнира има загарантовано учешће.

#### Ф8 ЛЕН Лиге шампиона 2021/2022
Четвртфинале | 2. јун 2022.:
| Бреша | 12:5 | Хановер |
| ----- | ---- | ------- |
|       |      |         |

| Про Реко | 11:10 | Барселонета |
| -------- | ----- | ----------- |
|          |       |             |

| Марсеј | 10:16 | Нови Београд |
| ------ | ----- | ------------ |
|        |       |              |

| Ференцварош | 14:13 | Југ |
| ----------- | ----- | --- |
|             |       |     |

Полуфинале | 3. јун 2022.:
| Бреша | 13:14 | Нови Београд |
| ----- | ----- | ------------ |
|       |       |              |

| Про Реко | 10:7 | Ференцварош |
| -------- | ---- | ----------- |
|          |      |             |

Финале | 4. јун 2022.:
| Нови Београд | 13:13 | Про Реко |
| ------------ | ----- | -------- |
|              |       |          |
| Пенали       |       |          |
|              | 3:4   |          |

#### Састав првог тима у сезони 2021/2022
| Број | Играч                    | Суперлига | Суперлига | Јадранска лига | Јадранска лига | Лига шампиона | Лига шампиона | Куп Србије | Куп Србије | Укупно | Укупно |
| --- | ------------------------ | --------- | --------- | -------------- | -------------- | ------------- | ------------- | ---------- | ---------- | ------ | ------ |
| Број | Играч                    | ОД.УТ.    | ГОЛ.      | ОД.УТ.         | ГОЛ.           | ОД.УТ.        | ГОЛ.          | ОД.УТ.     | ГОЛ.       | ОД.УТ. | ГОЛ.   |
| 1 | Пијетловић Гојко (Г)     | 18        | -         | 12             | -              | 15            | -             | 3          | -          | 48     | -      |
| 2 | Рашовић Страхиња         | 20        | 62        | 14             | 25             | 17            | 42            | 3          | 7          | 54     | 136    |
| 3 | Мандић Душан             | 20        | 53        | 14             | 32             | 16            | 32            | 3          | 7          | 53     | 124    |
| 4 | Томић Петар              | 11        | 3         | 7              | 2              | 4             | 2             | 1          | -          | 23     | 7      |
| 5 | Вучинић Ђорђе            | 20        | 34        | 9              | 12             | 14            | 7             | 3          | 3          | 46     | 56     |
| 6 | Пијетловић Душко         | 15        | 26        | 10             | 17             | 18            | 23            | 3          | 1          | 46     | 67     |
| 7 | Гогов Драшко             | 16        | 25        | 13             | 19             | 17            | 13            | 3          | 6          | 49     | 63     |
| 8 | Јакшић Никола            | 20        | 37        | 9              | 10             | 17            | 32            | 3          | 5          | 49     | 84     |
| 9 | Перковић Мирослав        | 19        | 20        | 13             | 8              | 17            | 9             | 3          | 1          | 52     | 38     |
| 10 | Влахопоулос Ангелос      | 15        | 24        | 14             | 21             | 16            | 25            | 3          | 5          | 48     | 75     |
| 11 | Драшовић Радомир         | 20        | 31        | 14             | 23             | 17            | 10            | 3          | 3          | 54     | 67     |
| 12 | Рашовић Виктор           | 14        | 9         | 14             | 13             | 17            | 12            | 3          | 3          | 48     | 37     |
| 13 | Фернандез Жоао Педро (Г) | 20        | -         | 14             | -              | 17            | -             | 3          | -          | 54     | -      |
| 14 | Шушиашвили Ника          | 18        | 26        | 14             | 13             | 10            | 13            | 2          | -          | 44     | 52     |
| 15 | Влаховић Матија (Г)      | 2         | -         | -              | -              | 3             | -             | -          | -          | 5      | -      |
| 16 | Мартиновић Василије      | 20        | 22        | 13             | 10             | 10            | 8             | 3          | -          | 46     | 40     |
| Тренер од 25.2.2022: Игор Милановић / Тренер дo 24.2.2022: Дејан Јововић / Тренер до 24.1.2022: Владимир Вујасиновић |                          |           |           |                |                |               |               |            |            |        |        |
| Помоћни тренер: Александар Бакић                                                                                     |                          |           |           |                |                |               |               |            |            |        |        |
| Помоћни тренер: Ђорђе Филиповић                                                                                      |                          |           |           |                |                |               |               |            |            |        |        |

ОД.УТ. = Број одиграних утакмица; ГОЛ. = Број постигнутих голова.

### Сезона 2022/2023
После више него успешне претходне сезоне, у којој је Нови Београд освојио титулу првака Србије и Региона, а поражен у финалима Купа Србије и Лиге шампиона, сезона 2022/2023 отворена је промоцијом тима. Догађај је одржан на отвореним базенима СЦ „11. април“ и том приликом су млађе генерације клуба имале прилику да се друже за својим идолима.
И поред веома јаке играчке поставе из претходне, клуб је у нову сезону ушао са додатно ојачаним играчким кадром. Клуб су напустили репрезентативни голман Гојко Пијетловић, Драшко Гогов и Петар Томић, али су дошли голман Радослав Филиповић и центар Саво Ћетковић, обојица из Шапца, као и Алаваро Гранадос Ортега репрезентативац Шпаније и Димитриос Скоумпакис репрезентативац Грчке. Екипу је као тренер преузео Живко Гоцић, који је претходних година водио мађарски Солнок.
Недељу дана после промоције, од 30. септембра до 2. октобра 2022. одржан први Меморијални турнир Влахо Бато Орлић, у част творца југословенског и српског ватерпола. Турнир је имао међународни карактер, а учешће су поред Новог Београда и развојне екипе Вукова, узели и француски Ноисy ле Сец, као и три бивша освајача Лиге шампиона, Партизан, Солнок и Ференцварош. Нови Београд је успешно започео сезону, победивши у финалу Ференцварош са 16:11.

#### Састав првог тима у сезони 2022/2023
| 1                                | Радослав Филиповић (голман) |
| 2                                | Страхиња Рашовић            |
| 3                                | Душан Мамдић (капитен)      |
| 4                                | Алваро Гранадос Ортега      |
| 5                                | Ђорђе Вучинић               |
| 6                                | Душко Пијетловић            |
| 7                                | Радомир Драшовић            |
| 8                                | Саво Ћетковић               |
| 9                                | Мирослав Перковић           |
| 10                               | Ангелос Влахопулос          |
| 11                               | Димитриос Скоумпакис        |
| 12                               | Виктор Рашовић              |
| 13                               | Жоао Педро Коимбра (голман) |
| 14                               | Ника Шушишвили              |
| 15                               | Василије Маринотић          |
| 16                               | Никола Јакшић               |
| 17                               | Матија Влаховић (голман)    |
| Тренер: Живко ГОЦИЋ              |                             |
| Помоћни тренер: Ђорђе ФИЛИПОВИЋ  |                             |
| Помоћни тренер: Александар БАКИЋ |                             |

#### Састав првог тима у сезони 2023/2024
| 1                                   | Лазар Добожанов (голман)      |
| 2                                   | Марко Радуловић               |
| 3                                   | Димитри Скоумпакис            |
| 4                                   | Алваро Гранадос               |
| 5                                   | Милош Ћук                     |
| 6                                   | Душко Пијетловић              |
| 7                                   | Радомир Драшовић              |
| 8                                   | Никола Јакшић                 |
| 9                                   | Мирослав Перковић             |
| 10                                  | Филип Филиповић (капитен)     |
| 11                                  | Никола Лукић                  |
| 12                                  | Ангелос Влахопулос            |
| 13                                  | Франческо Де Микелис (голман) |
| 14                                  | Василије Мартиновић           |
| 15                                  | Саво Ћетковић                 |
| 16                                  | Ђорђе Вучинић                 |
| Тренер: Живко ГОЦИЋ                 |                               |
| Помоћни тренер: Ђорђе ФИЛИПОВИЋ     |                               |
| Кондициони тренер: Бојан МЕЂЕДОВИЋ  |                               |
| Кондициони тренер: Александар БАКИЋ |                               |
| физиотерепеут: Драган ПАРАНДИЛОВИЋ  |                               |

#### Састав првог тима у сезони 2024/2025
| 1                                   | Франческо Де Микелис (голман) |
| 2                                   | Билал Рађи                    |
| 3                                   | Димитри Скоумпакис            |
| 4                                   | Василије Мартиновић           |
| 5                                   | Милош Ћук (капитен)           |
| 6                                   | Ђуро Радовић                  |
| 7                                   | Ђорђе Вучинић                 |
| 8                                   | Марко Димитријевић            |
| 9                                   | Мирослав Перковић             |
| 10                                  | Ангелос Влахопулос            |
| 11                                  | Никола Лукић                  |
| 12                                  | Виктор Урошевић               |
| 13                                  | Милан Глушац (голман)         |
| 14                                  | Душан Тртовић                 |
| 15                                  | Страхиња Крстић               |
| 16                                  | Лука Гладовић                 |
| 17                                  | Петар Пајковић (голман)       |
| Тренер: Живко ГОЦИЋ                 |                               |
| Помоћни тренер: Ђорђе ФИЛИПОВИЋ     |                               |
| Кондициони тренер: Бојан МЕЂЕДОВИЋ  |                               |
| Кондициони тренер: Александар БАКИЋ |                               |
| физиотерепеут: Драган ПАРАНДИЛОВИЋ  |                               |

## Статистика

### Играчи са највише наступа за клуб (на почетку сезоне 2024/25)
| Р.бр. | Играч                   | Број наступа |
| ----- | ----------------------- | ------------ |
| 1     | Василије МАРТИНОВИЋ (A) | 154          |
| 2     | Радомир ДРАШОВИЋ        | 146          |
| 3     | Мирослав ПЕРКОВИЋ (A)   | 143          |
| 4     | Душко ПИЈЕТЛОВИЋ        | 129          |
| 5     | Ангелос ВЛАХОПУЛОС (А)  | 128          |

(A) - Садашњи играч клуба

### Најбољи стрелци (на почетку сезоне 2024/25)
| Р.бр. | Играч                  | Број голова | Број наступа | Просечно |
| ----- | ---------------------- | ----------- | ------------ | -------- |
| 1     | Алваро Гранадос ОРТЕГА | 282         | 101          | 2,79     |
| 2     | Страхиња РАШОВИЋ       | 224         | 102          | 2,20     |
| 3     | Никола ЈАКШИЋ          | 203         | 125          | 1,62     |
| 4     | Душан МАНДИЋ           | 196         | 91           | 2,15     |
| 5     | Ангелос ВЛАХОПУЛОС (A) | 192         | 128          | 1,50     |

(A) - Садашњи играч клуба

### Најбољи стрелци по сезонама
| Сезона    | Играч                  | Број голова | Одг. утакмица | Просечно | Tакмичења       |
| --------- | ---------------------- | ----------- | ------------- | -------- | --------------- |
| 2019/20   | Андреј БАШИЦА          | 29          | 14            | 2,07     | ПА, КС          |
| 2020/21   | Драшко ГОГОВ           | 97          | 31            | 3,13     | ЕК,СЛ, КС       |
| 2021/22   | Страхиња РАШОВИЋ       | 132         | 54            | 2,44     | ЛШ, СЛ, РВЛ, КС |
| 2022/2023 | Алваро Гранадос ОРТЕГА | 151         | 57            | 2,65     | ЛШ, СЛ, РВЛ, КС |
| 2023/2024 | Алваро Гранадос ОРТЕГА | 131         | 44            | 2,98     | ЛШ, СЛ, РВЛ, КС |
| 2024/2025 | Василије МАРТИНОВИЋ    | 115         | 49            | 2,35     | ЛШ, СЛ, РВЛ, КС |

ЛШ - Лига шампиона
ЕК - Евро Куп; 
РВЛ - Регионална ватерполо лига;
СЛ - Суперлига Србије
КС - Куп Србије; 
ПА - Прва А лига Србије;

## Резултати по сезонама
- Прва Б лига - сезона 2015/2016
- Прва Б лига - сезона 2016/2017
- Прва Б лига - сезона 2017/2018
- Прва Б лига - сезона 2018/2019
- Прва А лига - сезона 2019/2020
- Суперлига - сезона 2020/2021
- Куп Србије - сезона 2020/2021
- Евро Куп - сезона 2020/2021
- Суперлига - сезона 2021/2022
- Куп Србије - сезона 2021/2022
- Регионална Премијер лига - 2021/2022
- ЛЕН Лига шампиона - 2021-2022
- Суперлига - сезона 2022/2023
- Куп Србије - сезона 2022/2023
- Регионална Премијер лига - 2022/2023
- ЛЕН Лига шампиона - 2022-2023
- Суперлига - сезона 2023/2024
- Куп Србије - сезона 2023/2024
- Регионална Премијер лига - 2023/2024
- ЛЕН Лига шампиона - 2023/2024
- Суперлига - сезона 2024/2025
- Куп Србије - сезона 2024/2025
- Регионална Премијер лига - 2024/2025
- ЛЕН Лига шампиона - 2024/2025

## Успеси
| Такмичење                | Такмичење                | Број                     | Година                      |                          |                          |
| Национална такмичења — 5 | Национална такмичења — 5 | Национална такмичења — 5 | Национална такмичења — 5    | Национална такмичења — 5 | Национална такмичења — 5 |
| Национално првенство — 3 | Национално првенство — 3 | Национално првенство — 3 | Национално првенство — 3    | Национално првенство — 3 | Национално првенство — 3 |
| ------------------------ | ------------------------ | ------------------------ | --------------------------- | ------------------------ | ------------------------ |
| Првенство Србије         | Првак                    | 3                        | 2021/22, 2022/23, 2023/24.  |                          |                          |
| Првенство Србије         | Други                    | 2                        | 2020/21, 2024/25.           |                          |                          |
| Национални куп — 2       |                          |                          |                             |                          |                          |
| Куп Србије               | Победник                 | 2                        | 2023/24, 2024/25.           |                          |                          |
| Куп Србије               | Финалиста                | 2                        | 2021/22, 2022/23.           |                          |                          |
| Регионална такмичења — 2 |                          |                          |                             |                          |                          |
| Јадранска лига           | Победник                 | 2                        | 2021/22, 2023/24.           |                          |                          |
| Јадранска лига           | Финалиста                | 0                        | /                           |                          |                          |
| Јадранска лига           | Полуфинале               | 1                        | 2022/23.                    |                          |                          |
| Континентална такмичења  |                          |                          |                             |                          |                          |
| ЛЕН Лига шампиона        | Победник                 | 0                        | /                           |                          |                          |
| ЛЕН Лига шампиона        | Финалиста                | 3                        | 2021/22, 2022/23, 2024/2025 |                          |                          |
| ЛЕН Лига шампиона        | Полуфинале               | 1                        | 2023/24.                    |                          |                          |

## Награде
- Нови Београд шампион Премијер Регионалне лиге
- Шампиони одржали конференцију: Наше време је дошло, титула огроман ветар у леђа
- Нови Београд шампион Србије за играче до 11 година
- Јуниори ВК Новобеоградски вукови, освојили друго место на шампионату Србије за играче до 18 година
- Играчи до 15 година у децембру 2019. освојили друго место на међународном турниру у Крању
- Јуниори Новог Београда освојили "Борац Куп 2019"!